# Dorcadion ladikanum
Dorcadion ladikanum är en skalbaggsart som beskrevs av Braun 1976. Dorcadion ladikanum ingår i släktet Dorcadion och familjen långhorningar. Inga underarter finns listade i Catalogue of Life.